# Campeonato Nacional de la Guayana Francesa 2022-23
El Campeonato Nacional de la Guayana Francesa 2022-23 es la edición número 50 del Campeonato Nacional de la Guayana Francesa. La temporada inició el 17 de septiembre de 2022 y terminará en junio de 2023.

## Equipos participantes
- AJ Saint-Georges
- AS Étoile Matoury
- ASC Agouado
- ASC Karib
- ASC Le Geldar
- ASC Ouest
- ASC Rémire
- ASU Grand Santi
- CSC Cayenne
- Dynamo Soula (P)
- EF Iracoubo
- FC Charvein (P)
- Loyola OC
- Olympique Cayenne
- SC Kouroucien
- US Matoury
- US Sinnamary
- USC Montsinéry
- USL Montjoly (P)

## Fase 1

### Grupo A
| Pos. | Equipo            | Pts. | PJ | G | E | P | GF | GC | Dif. | Clasificación 2022-23               |
| ---- | ----------------- | ---- | -- | - | - | - | -- | -- | ---- | ----------------------------------- |
| 1    | ASU Grand Santi   | 35   | 10 | 8 | 1 | 1 | 21 | 6  | +15  | Avanza a la Final                   |
| 2    | ASC Karib         | 32   | 11 | 7 | 0 | 4 | 17 | 13 | +4   | Avanza al juego por el tercer lugar |
| 3    | ASC Le Geldar     | 28   | 9  | 6 | 1 | 2 | 25 | 9  | +16  |                                     |
| 4    | USC Montsinéry    | 27   | 9  | 5 | 3 | 1 | 16 | 8  | +8   |                                     |
| 5    | US Sinnamary      | 22   | 9  | 4 | 1 | 4 | 15 | 14 | +1   |                                     |
| 6    | FC Charvein       | 21   | 10 | 3 | 2 | 5 | 9  | 21 | −12  | Promoción de Honor 2023-24          |
| 7    | ASC Rémire        | 16   | 9  | 2 | 1 | 6 | 10 | 17 | −7   | Promoción de Honor 2023-24          |
| 8    | Olympique Cayenne | 16   | 9  | 2 | 1 | 6 | 9  | 22 | −13  | Promoción de Honor 2023-24          |
| 9    | Dynamo Soula      | 12   | 9  | 1 | 0 | 8 | 6  | 17 | −11  | Promoción de Honor 2023-24          |

Actualizado a los partidos jugados el 8 de marzo de 2023.
 Fuente: []
Criterios de clasificación: Puntos · Enfrentamientos directos · Diferencia de goles · Goles a favor · Puntos fair-play · Play-off.

### Grupo B
| Pos. | Equipo            | Pts. | PJ | G | E | P | GF | GC | Dif. | Clasificación 2022-23               |
| ---- | ----------------- | ---- | -- | - | - | - | -- | -- | ---- | ----------------------------------- |
| 1    | AS Étoile Matoury | 38   | 10 | 9 | 1 | 0 | 30 | 8  | +22  | Avanza a la Final                   |
| 2    | CSC Cayenne       | 35   | 12 | 7 | 2 | 3 | 30 | 13 | +17  | Avanza al juego por el tercer lugar |
| 3    | SC Kouroucien     | 33   | 11 | 6 | 4 | 1 | 17 | 11 | +6   |                                     |
| 4    | ASC Agouado       | 29   | 10 | 6 | 1 | 3 | 23 | 22 | +1   |                                     |
| 5    | AJ Saint-Georges  | 26   | 11 | 4 | 3 | 4 | 20 | 16 | +4   |                                     |
| 6    | US Matoury        | 23   | 11 | 3 | 3 | 5 | 14 | 16 | −2   |                                     |
| 7    | ASC Ouest         | 23   | 11 | 3 | 3 | 5 | 12 | 17 | −5   | Promoción de Honor 2023-24          |
| 8    | Loyola OC         | 22   | 10 | 3 | 3 | 4 | 18 | 12 | +6   | Promoción de Honor 2023-24          |
| 9    | USL Montjoly      | 13   | 10 | 0 | 3 | 7 | 12 | 33 | −21  | Promoción de Honor 2023-24          |
| 10   | EF Iracoubo       | 11   | 10 | 0 | 1 | 9 | 7  | 36 | −29  | Promoción de Honor 2023-24          |

Actualizado a los partidos jugados el 8 de marzo de 2023.
 Fuente: []
Criterios de clasificación: Puntos · Enfrentamientos directos · Diferencia de goles · Goles a favor · Puntos fair-play · Play-off.